# Riza Durmisi
Riza Durmisi (født 8. januar 1994) er en professionel dansk fodboldspiller af albansk afstamning. Han har tidligere spillet han for Brøndby IF, Lazio, Real Betis og OGC Nice.
Durmisi er uddannet på fodboldakademiet i Brøndby IF. Han spiller primært venstre back, men kan spille samtlige pladser i venstre side.

## Karriere

### Brøndby IF
Han debuterede for klubbens seniorhold den 26. august 2012 i Superligakampen mod Esbjerg fB. Han underskrev den 24. juni 2013 en treårig kontrakt med Brøndby IF og blev i samme ombæring rykket op i Superligatruppen som A-talent.

### Real Betis
Den 27. maj 2016 blev han solgt til Real Betis i Spanien, og han fik debut på Camp Nou mod FC Barcelona i 2-6 nederlaget 20. august samme år.

### S.S. Lazio
I sommeren 2018 skiftede Durmisi til den italienske klub S.S. Lazio, hvor han fik en femårig kontrakt.

### Landshold
Durmisi har spillet adskillige ungdomslandskampe for Danmark og blev udtaget til Danmark U/21's hold til U/21 Europamesterskabet i fodbold 2015. Han spillede én kamp ved denne slutrunde: sidste gruppekamp mod Serbien U/21, som blev vundet 2-0.
Den 7. juni 2015 blev han første gang udtaget til Danmarks fodboldlandshold, da Nicolai Boilesen var blevet skadet. Den 8. juni 2015 fik han sin debut på det danske landshold, da han blev indskiftet i det 73. min. i venskabskampen imod Montenegro.